# Лавелуа
Лавелуа (уолл. Lavelua) — титул правителя Королевства Увеа. C 2016 года на Увеа есть два соперничающих лавелуа: Паталионе Такумасива Аисаке (уолл. Patalione Takumasiva Aisake), признанный французским правительством, и Ма’утамакиа Ваиму’а Халагаху (уолл. Ma’utamakia Vaimu’a Halagahu). Титул появился в начале XV века.

## Список лавелуа
Ниже представлен список известных лавелуа королевства Увеа.

### Династия Туи Тонга, 1400—1600
Первая династия происходила из рода Туи Тонга.
- Таулоко, 1400 — ок. 1426
- Га’асиалили, 1426 — ок. 1456
- Хавеа Факахау, ок. 1456 — ок. 1516
- Талапили, ок. 1516 — ?
- Таламохе, ? — ок. 1565
- Факахега, ок. 1565 — 1588
- Сиулано, 1588—1600

### Первая династия Такумасива, 1600—1660
Года правления отдельных правителей неизвестны.
- Такумасива, 1660 — ?
- Поу
- Фатуалоаманоги
- Эммунимауфенуа
- Факатаулавелуа
- Филикекаи, ? — 1660

### Династия Вехи’ика, 1660—1780
Года правления первых четырёх правителей неизвестны.
- Вехи’ика
- Филисика
- Кафоа Логологофолау
- Мунигото
- Галу Атуваха, ? — 1726
- Галу Фаналуа, 1726—1756
- Галу Ваиваикава, 1756—1768/1780
- Кафока Финеката, 1768—1780 или 1756—1780

### Вторая династия Такумасива, 1780—1810
- Манука, 1780—1810
- Туфеле I, 1810

### Династия Кулитеа, 1810—1820
- Кулитеа, 1810—1819
- Лавекава, 1819—1820 (совместно с Хивой)
- Хива, 1819—1820 (совместно с Лавекавой)

### Третья династия Такумасива, 1820 — н. в.
- Мулиакаака[англ.], 1820—1825
- Ухила[англ.], 1825
- Тоифале[англ.], 1825
- Мулитото[англ.], 1825—1826
- Соан-Патита Ваимуа Лавелуа[англ.], 1826—1829 (в первый раз)
- Такала[англ.], 1829—1830
- Соан-Патита Ваимуа Лавелуа[англ.], 1830—1858 (во второй раз)
- Фалакика Сеилала[англ.], 1858—1869
- Амелия Токагахахау Алики, 1869—1895
- Исааке[англ.], 11 марта — 12 марта 1895 (лидер восстания)
- Вито Лавелуа II[англ.], 1895—1904
- Лусиано Аисаке[англ.], 1904—1906
- Сосефо Маутаамакиа I[англ.], 1906 — 1 апреля 1910 (в первый раз)
- Соан-Патита Лавуиа[англ.], 1 апреля 1910 — 1916
- Сосефо Маутаамакиа II[англ.], 1916—1918
- Витоло Кулихаапаи[англ.], 1918—1924
- Томаси Кулимоетоке I[англ.], 1924—1928
- Микаеле Туфеле II[англ.], 1928—1931 (в первый раз)
- Сосефо Маутаамакиа I[англ.], 1931 — 13 марта 1933 (во второй раз)
- Петело Кахофуна[англ.], 13 марта 1933 — 25 мая 1933
- Микаеле Туфеле II[англ.], 25 мая 1933 — 30 ноября 1933 (во второй раз)
- Совет министров (30 ноября 1933 — 16 марта 1941)
- Леоне Маникитога[англ.] (16 марта 1941 — 29 марта 1947)
- Пеленато Фулухеа[англ.] (29 марта 1947 — 1950)
- Капелиеле Туфеле III (1950 — 17 ноября 1953)
- Совет министров (17 ноября 1953 — 18 декабря 1953)
- Соане Токе[англ.] (18 декабря 1953 — 19 декабря 1953)
- Алоизия Браял[англ.] (22 декабря 1953 — 12 сентября 1958)
- Совет министров (12 сентября 1958 — 12 марта 1959)
- Томаси Килимоетоке II (12 марта 1959 — 7 мая 2007)
- Совет министров (8 мая 2007 — 25 июля 2008)
- Капилиеле Фаупала (25 июля 2008 — 2 сентября 2014)[5]
- Совет министров (2 сентября 2014 — 16 апреля 2016)
- Фелисе Томинико Халагаху (16 апреля 2016 — 3 июня 2016)
- Паталионе Канимоа[англ.] (17 апреля/3 июня 2016 — н. в.)